# Racconti romani
Racconti romani è una raccolta di racconti di Alberto Moravia pubblicata per la prima volta nel 1954.

## I racconti
I "racconti romani" scritti complessivamente da Alberto Moravia sono più di centotrenta e sono stati pubblicati su quotidiani e riviste fra il 1948 e il 1959, soprattutto sul Corriere della Sera e su La lettura, il periodico legato al Corriere della Sera. Settanta racconti furono raccolti nel volume del 1954 intitolato "Racconti romani"; i rimanenti nella raccolta del 1959 intitolata "Nuovi racconti romani" che proseguono senza sostanziali modifiche i precedenti. I "racconti romani" raffigurano stralci di vita quotidiana nella Capitale nel secondo dopoguerra. I racconti sono narrati in prima persona, e le vicende hanno protagonisti differenti appartenenti a qualsiasi condizione sociale: si va infatti dal povero perseguitato dalla fame all'uomo di condizioni modeste che incorre in una comunità di persone poverissime fino alle vicissitudini di cittadini agiati, in grado già di possedere un'automobile o di intraprendere una luna di miele in una località distante. A fare da sfondo la realtà romana in un'epoca di transizione, quella della ricostruzione, che si lascia alle spalle gli orrori della Seconda guerra mondiale, intravedendo l'imminenza del "boom economico" di là un decennio a venire.

### I racconti romani del 1954
- Fanatico
- Arrivederci
- Pioggia di maggio
- Non approfondire
- La bella serata
- Scherzi del caldo
- La controfigura
- Il pagliaccio
- Il biglietto falso
- Il camionista
- Il pensatore
- Scorfani
- Il mediatore
- Il pupo
- Il delitto perfetto
- Il picche nicche
- La voglia di vino
- Prepotente per forza
- Sciupone
- La giornata nera
- I gioielli

- Tabù
- Io non dico di no
- L'incosciente
- Il provino
- Pignolo
- La ciociara
- Impataccato
- Scherzi di Ferragosto
- Il terrore di Roma
- L'amicizia
- La rovina dell'umanità
- Perdipiede
- Vecchio stupido
- Caterina
- La parola mamma
- Gli occhiali
- Il cane cinese
- Mario
- Gli amici senza soldi
- Bu bu bu

- Ladri in chiesa
- Precisamente a te
- Faccia da mascalzone
- Un uomo sfortunato
- Tirato a sorte
- Pigliati un brodo
- La vita di campagna
- Le sue giornate
- La gita
- La rivincita di Tarzan
- Romolo e Remo
- Faccia da norcino
- L'appetito
- L'infermiera
- Il tesoro
- La concorrenza
- Bassetto
- Il guardiano
- Il naso
- Il godipoco[2]

## Critica
L'autore Moravia in Racconti Romani riesce, attraverso la descrizione dei personaggi a dare un'idea chiara di come fosse la vita dopo la Seconda guerra mondiale. Lo scrittore dimostra una notevole capacità di osservazione, grazie alla quale riesce a inquadrare la gente e a saperne poi raccontare solamente con uno sguardo. Quest'abilità nel capire cosa spinge realmente un individuo è dovuta, come lo stesso scrittore afferma, alla tubercolosi ossea che Moravia contrae da ragazzo. La malattia lo costringe a letto per molti anni, che egli trascorreva leggendo e osservando ciò che lo circonda.

## Opere derivate
I film tratti dai "Racconti romani" sono numerosi, tanto che i racconti della raccolta sono stati definiti «sceneggiature in forma di racconto».
- Risate di gioia, film del 1960 diretto da Mario Monicelli, sceneggiato da Suso Cecchi D'Amico, tratto da due dei racconti romani ("Le risate di gioia" e "Ladri in chiesa")[3].
- Peccato che sia una canaglia, film del 1954 diretto da Alessandro Blasetti, sceneggiatura di Suso Cecchi D'Amico, Sandro Continenza ed Ennio Flaiano, tratto dal racconto Il fanatico[4].
- Racconti romani, film del 1955, diretto da Gianni Franciolini, tratto da numerosi racconti romani scelti da Sergio Amidei ("Arrivederci", "Il biglietto falso", "Prepotente per forza", "La voglia di vino", "Il terrore di Roma", "La parola mamma", "Bassetto", "Il godipoco")[5].
- La giornata balorda, film del 1960 diretto da Mauro Bolognini, sceneggiato da Pier Paolo Pasolini, Marco Visconti e dallo stesso Moravia, tratto da alcuni racconti romani[6].

## Edizioni
- Alberto Moravia, Racconti romani, collana Opere complete di Alberto Moravia 7, Milano, V. Bompiani, 1954.
- Alberto Moravia, Nuovi racconti romani, 2 voll., collana I delfini 266, Milano, Bompiani, 1959.
- Alberto Moravia, Racconti romani, collana I grandi tascabili, Bompiani, 2001, ISBN 978-88-452-4897-9.
- Alberto Moravia, Racconti romani, collana Classici, Milano, Bompiani, 2003, ISBN 88-452-3299-9.